# Середній Шургуял
Середній Шургуя́л (рос. Средний Шургуял, марій. Коклаял) — присілок у складі Куженерського району Марій Ел, Росія. Входить до складу Шорсолинського сільського поселення.

## Населення
Населення — 46 осіб (2010; 48 у 2002).
Національний склад (станом на 2002 рік):
- марі — 98 %